# الدانا
الدانا (به عربی: الدانا) یک منطقهٔ مسکونی در سوریه است که در استان ادلب واقع شده‌است.

## خصوصیات
الدانا ۱۴٬۲۰۸ نفر جمعیت دارد و ۴۲۸ متر بالاتر از سطح دریا واقع شده‌است.